# Paphiopedilum
Paphiopedilum (gospina papučica), rod orhideja s juga i jugoistoka Azije i Malajskog otočja, dio je potporodice Cypripedioideae.
Postoji 107 priznatih vrsta, po životnom obliku uglavnom su hemikriptofiti, epifiti ili litofiti.
Ime gospina papučica odnosi se na rodove Paphiopedilum i Cypripedium.

## Vrste
1. Paphiopedilum acmodontum M.W.Wood
2. Paphiopedilum adductum Asher
3. Paphiopedilum agusii Cavestro
4. Paphiopedilum anitanum Cavestro
5. Paphiopedilum appletonianum (Gower) Rolfe
6. Paphiopedilum areeanum O.Gruss
7. Paphiopedilum argus (Rchb.f.) Stein
8. Paphiopedilum armeniacum S.C.Chen & F.Y.Liu
9. Paphiopedilum × aspersum Aver.
10. Paphiopedilum ayubianum (O.Gruss & Roeth) Koop. & O.Gruss
11. Paphiopedilum barbatum (Lindl.) Pfitzer
12. Paphiopedilum barbigerum Tang & F.T.Wang
13. Paphiopedilum bellatulum (Rchb.f.) Stein
14. Paphiopedilum braemii H.Mohr
15. Paphiopedilum bullenianum (Rchb.f.) Pfitzer
16. Paphiopedilum bungebelangi Metusala
17. Paphiopedilum × burbidgei (Rchb.f.) Pfitzer
18. Paphiopedilum callosum (Rchb.f.) Stein
19. Paphiopedilum canhii Aver. & O.Gruss
20. Paphiopedilum charlesworthii (Rolfe) Pfitzer
21. Paphiopedilum ciliolare (Rchb.f.) Stein
22. Paphiopedilum coccineum Perner & R.Herrm.
23. Paphiopedilum concolor (Lindl. ex Bateman) Pfitzer
24. Paphiopedilum cornuatum Z.J.Liu, O.Gruss & L.J.Chen
25. Paphiopedilum × cribbii Aver.
26. Paphiopedilum × crossianum (Rchb.f.) Stein
27. Paphiopedilum × dalatense Aver.
28. Paphiopedilum dayanum (Lindl.) Stein
29. Paphiopedilum delenatii Guillaumin
30. Paphiopedilum dianthum Tang & F.T.Wang
31. Paphiopedilum × dixlerianum Braem & Chiron
32. Paphiopedilum dodyanum Cavestro
33. Paphiopedilum druryi (Bedd.) Stein
34. Paphiopedilum emersonii Koop. & P.J.Cribb
35. Paphiopedilum × expansum J.T.Atwood
36. Paphiopedilum exul (Ridl.) Rolfe
37. Paphiopedilum fairrieanum (Lindl.) Stein
38. Paphiopedilum × fanaticum Koop. & N.Haseg.
39. Paphiopedilum fowliei Birk
40. Paphiopedilum × frankeanum Rolfe
41. Paphiopedilum gigantifolium Braem, M.L.Baker & C.O.Baker
42. Paphiopedilum glanduliferum (Blume) Stein
43. Paphiopedilum × glanzii O.Gruss & Perner
44. Paphiopedilum glaucophyllum J.J.Sm.
45. Paphiopedilum godefroyae (God.-Leb.) Stein
46. Paphiopedilum gratrixianum Rolfe
47. Paphiopedilum × grussianum H.S.Hua
48. Paphiopedilum hangianum Perner & O.Gruss
49. Paphiopedilum haynaldianum (Rchb.f.) Stein
50. Paphiopedilum helenae Aver.
51. Paphiopedilum hennisianum (M.W.Wood) Fowlie
52. Paphiopedilum henryanum Braem
53. Paphiopedilum herrmannii F.Fuchs & H.Reisinger
54. Paphiopedilum hirsutissimum (Lindl. ex Hook.) Stein
55. Paphiopedilum hookerae (Rchb.f.) Stein
56. Paphiopedilum × huangrongshuanum Petchl. & O.Gruss
57. Paphiopedilum inamorii P.J.Cribb & A.L.Lamb
58. Paphiopedilum insigne (Wall. ex Lindl.) Pfitzer
59. Paphiopedilum intaniae Cavestro
60. Paphiopedilum jackii H.S.Hua
61. Paphiopedilum javanicum (Reinw. ex Lindl.) Pfitzer
62. Paphiopedilum × kimballianum (Rchb.f.) Rolfe
63. Paphiopedilum kolopakingii Fowlie
64. Paphiopedilum lawrenceanum (Rchb.f.) Pfitzer
65. Paphiopedilum × leeanum O.Gruss
66. Paphiopedilum leucochilum (Rolfe) Fowlie
67. Paphiopedilum liemianum (Fowlie) K.Karas. & K.Saito
68. Paphiopedilum × littleanum (Anon.) Rolfe
69. Paphiopedilum lowii (Lindl.) Stein
70. Paphiopedilum lunatum Metusala
71. Paphiopedilum × lushuiense Z.J.Liu & S.C.Chen
72. Paphiopedilum malipoense S.C.Chen & Z.H.Tsi
73. Paphiopedilum mastersianum (Rchb.f.) Stein
74. Paphiopedilum × mattesii Pittenauer ex Roeth & O.Gruss
75. Paphiopedilum micranthum Tang & F.T.Wang
76. Paphiopedilum moquetteanum (J.J.Sm.) Fowlie
77. Paphiopedilum myanmaricum Koop., Iamwir. & S.Laohap.
78. Paphiopedilum nataschae Braem
79. Paphiopedilum × nitens (Rchb.f.) Stein
80. Paphiopedilum niveum (Rchb.f.) Stein
81. Paphiopedilum notatisepalum Z.J.Liu, Meina Wang & S.R.Lan
82. Paphiopedilum ooii Koop.
83. Paphiopedilum papilio-laoticus Schuit., Luang Aphay & Iio
84. Paphiopedilum papuanum (Ridl.) L.O.Williams
85. Paphiopedilum parishii (Rchb.f.) Stein
86. Paphiopedilum parnatanum Cavestro
87. Paphiopedilum × petchleungianum O.Gruss
88. Paphiopedilum philippinense (Rchb.f.) Stein
89. Paphiopedilum platyphyllum T.Yukawa
90. Paphiopedilum × polystigmaticum (Rchb.f.) Stein
91. Paphiopedilum × powellii Christenson
92. Paphiopedilum × pradhanii Pradhan
93. Paphiopedilum primulinum M.W.Wood & P.Taylor
94. Paphiopedilum purpuratum (Lindl.) Stein
95. Paphiopedilum qingyongii Z.J.Liu & L.J.Chen
96. Paphiopedilum randsii Fowlie
97. Paphiopedilum richardianum Asher & Beaman
98. Paphiopedilum robinsonianum Cavestro
99. Paphiopedilum rohmanii Cavestro & O.Gruss
100. Paphiopedilum rothschildianum (Rchb.f.) Stein
101. Paphiopedilum rungsuriyanum O.Gruss, Rungruang, Chaisur. & Dionisio
102. Paphiopedilum sanderianum (Rchb.f.) Stein
103. Paphiopedilum sangii Braem
104. Paphiopedilum × sanjiangianum Petchl. & O.Gruss
105. Paphiopedilum × schlechterianum O.Gruss
106. Paphiopedilum schoseri Braem & H.Mohr
107. Paphiopedilum × shipwayae Rolfe
108. Paphiopedilum × siamense (Rolfe) Rolfe
109. Paphiopedilum × sinovillosum Z.J.Liu & S.C.Chen
110. Paphiopedilum spicerianum (Rchb.f.) Pfitzer
111. Paphiopedilum stenolomum Z.J.Liu, O.Gruss & L.J.Chen
112. Paphiopedilum stonei (Hook.) Stein
113. Paphiopedilum sugiyamanum Cavestro
114. Paphiopedilum sukhakulii Schoser & Senghas
115. Paphiopedilum supardii Braem & Löb
116. Paphiopedilum superbiens (Rchb.f.) Stein
117. Paphiopedilum × tamphianum Aver. & O.Gruss
118. Paphiopedilum thaianum Iamwir.
119. Paphiopedilum tigrinum Koop. & N.Haseg.
120. Paphiopedilum tonsum (Rchb.f.) Stein
121. Paphiopedilum tranlienianum O.Gruss & Perner
122. Paphiopedilum × undulatum Z.J.Liu & S.C.Chen
123. Paphiopedilum urbanianum Fowlie
124. Paphiopedilum vejvarutianum O.Gruss & Roellke
125. Paphiopedilum venustum (Wall. ex Sims) Pfitzer
126. Paphiopedilum victoria-mariae (Sander ex Rolfe) Rolfe
127. Paphiopedilum victoria-regina (Sander) M.W.Wood
128. Paphiopedilum × vietenryanum O.Gruss & Petchl.
129. Paphiopedilum vietnamense O.Gruss & Perner
130. Paphiopedilum villosum (Lindl.) Stein
131. Paphiopedilum viniferum Koop. & N.Haseg.
132. Paphiopedilum violascens Schltr.
133. Paphiopedilum wardii Summerh.
134. Paphiopedilum wenshanense Z.J.Liu & J.Yong Zhang
135. Paphiopedilum wentworthianum Schoser & Fowlie
136. Paphiopedilum wilhelminae L.O.Williams
137. Paphiopedilum × wuliangshanicum Z.J.Liu, O.Gruss & L.J.Chen
138. Paphiopedilum × yingjiangense Z.J.Liu & S.C.Chen
139. Paphiopedilum zulhermanianum Cavestro